# Junix Inocian
Junix Inocian, né le 17 mars 1951 à Iligan aux Philippines et mort le 13 juin 2015 (à 64 ans) à Londres au Royaume-Uni, est un acteur et humoriste philippin.

## Biographie
Né Rufino Duran Inocian, Jr. à Iligan, il est diplômé de la Silliman University de Dumaguete où il étudie l'art théâtral. Il poursuit ses études à l'Université du Michigan d'où il sort diplômé en 1978. 
Sa carrière d'acteur est essentiellement tournée vers le théâtre. Il interprète notamment les rôles d'Audrey II dans la comédie musicale Little Shop of Horrors, de Father Tim Farley dans Mass Appeal, de Sancho Panza dans L'Homme de la Mancha, du Major-General Stanley dans The Pirates of Penzance et de James Leeds dans Les Enfants du silence. Il figure au casting de la comédie musicale Miss Saigon de Claude-Michel Schönberg et Alain Boublil où il incarne l'ingénieur de 1992 à 1994. Il a également tenu le rôle de Old Deuteronomy dans Cats au New London Theatre.
Il fait toutefois quelques apparitions sur le petit écran, notamment dans la mini-série A Dangerous Life, basée sur la révolution philippine de 1986, mais aussi en tant que cuisinier dans la série télévisée Sinbad en 2012. Au cinéma, il joue le rôle du docteur Yuri Yamoto dans le film Faust de Brian Yuzna en 2000, puis de Famous dans Amour interdit de Guy Jenkin en 2003.
Le 13 juin 2015, Junix Inocian est retrouvé sans vie dans son appartement de Londres, sans que la cause de son décès ne soit établie. Il était âgé de 64 ans.